# Nebarti-Aszur
Nebarti-Aszur (akad. Nēbarti-Aššur, tłum. „Przejście boga Aszura”) – starożytne miasto wzniesione na zachodnim brzegu Eufratu, w rejonie jego środkowego biegu, przez asyryjskiego króla Aszurnasirpala II (883-859 p.n.e.) w trakcie jednej z jego wypraw wojennych, poprowadzonej przez niego w te okolice pomiędzy 877 a 867 r. p.n.e. Na przeciwnym, wschodnim brzegu Eufratu, król ten polecił wznieść drugie miasto, które nazwał Kar-Aszurnasirpal. O budowie obu miast Aszurnasirpal II wspomina w swych rocznikach:
„Założyłem dwa miasta nad Eufratem, jedno na tym (tj. wschodnim) brzegu Eufratu, (które) nazwałem Kar-Aszurnasirpal, (i) jedno na drugim brzegu Eufratu, (które) nazwałem Nebarti-Aszur”
Nebarti-Aszur i Kar-Aszurnasirpal miały niewątpliwie za zadanie kontrolować dostęp do ważnego brodu przez Eufrat.
Nebarti-Aszur identyfikowane jest obecnie z leżącym na zachodnim brzegu Eufratu stanowiskiem Tell Graya, natomiast Kar-Aszurnasirpal z leżącym naprzeciw niego, po drugiej stronie Eufratu, stanowiskiem Tell Masaikh. Oba te stanowiska położone są w Syrii, pięć kilometrów w górę rzeki od również leącego nad Eufratem stanowiska Tell Ashara (starożytna Terqa, Sirqu)